# Assedio di Nisibis (337)
L'assedio di Nisibis del 337/338 costituì la fase iniziale della guerra di posizione tra le truppe sasanidi di Sapore I e quelle romane del limes orientale di Costanzo II.

## Contesto storico
Costantino I moriva il 22 maggio del 337, non molto lontano da Nicomedia (in località Achyrona), mentre preparava la campagna militare contro i Sasanidi. Egli non nominò un unico suo successore, ma divise il potere tra i suoi tre figli cesari Costante I, Costantino II e Costanzo II e i due nipoti Dalmazio e Annibaliano. E così poco prima della morte di Costantino I, i due eserciti, da una parte quello romano comandato dal figlio di Costantino, Costanzo II (con "quartier generale" ad Antiochia di Siria), e dal nipote Annibaliano (inviato a Cesarea in Cappadocia e nominato "re degli Armeni e delle tribù del Ponto"), dall'altro quello persiano, condotto dallo stesso Sapore II, ruppero la tregua e tornarono a scontrarsi. Costanzo, che era impegnato in Mesopotamia settentrionale a supervisionare la costruzione delle fortificazioni frontaliere, si affrettò a tornare a Costantinopoli, dove organizzò e presenziò alle cerimonie funebri del padre: con questo gesto rafforzò i suoi diritti come successore e ottenne il sostegno dell'esercito, componente fondamentale della politica di Costantino.
Iniziava così un periodo di "guerra di posizione" che durò a fasi alterne per quasi trent'anni, in cui Sapore cercò di conquistare le fortezze frontaliere della Mesopotamia romana: Singara, Nisibi e Amida. E sebbene Sapore fosse riuscito in alcune circostanze a sconfiggere l'esercito romano di Costanzo II, non riuscì a garantire una occupazione permanente di queste fortezze, spesso rioccupate dai Romani.

### Casus belli
Con gli inizi del 337 (probabilmente poco dopo la morte di Costantino), gli Armeni si rivoltarono al dominio dei Sasanidi, cacciandoli dai loro territori e compiendo anche raid contro gli stessi, oltre i confini del loro regno. In un momento di così grande crisi, Costanzo II non fu però in grado di dare loro il suo aiuto militare, poiché si trovava in Pannonia per spartirsi l'Impero con i fratelli Costantino II e Costante I, ora che Annibaliano (il quarto Cesare) era caduto  vittima di un complotto. Di fatto il limes orientale romano risultava privo di un comandante in capo. Ciò permise a Sapore II di approfittare di questa situazione di incertezza politica dell'Impero romano, attaccandone le province orientali. Il sovrano sasanide iniziò la sua campagna, assediando la città di Nisibis, per poi procedere a devastare l'intera Mesopotamia romana. Si racconta che l'armata regia era immensa, composta da reparti di fanteria e cavalleria.

## Assedio

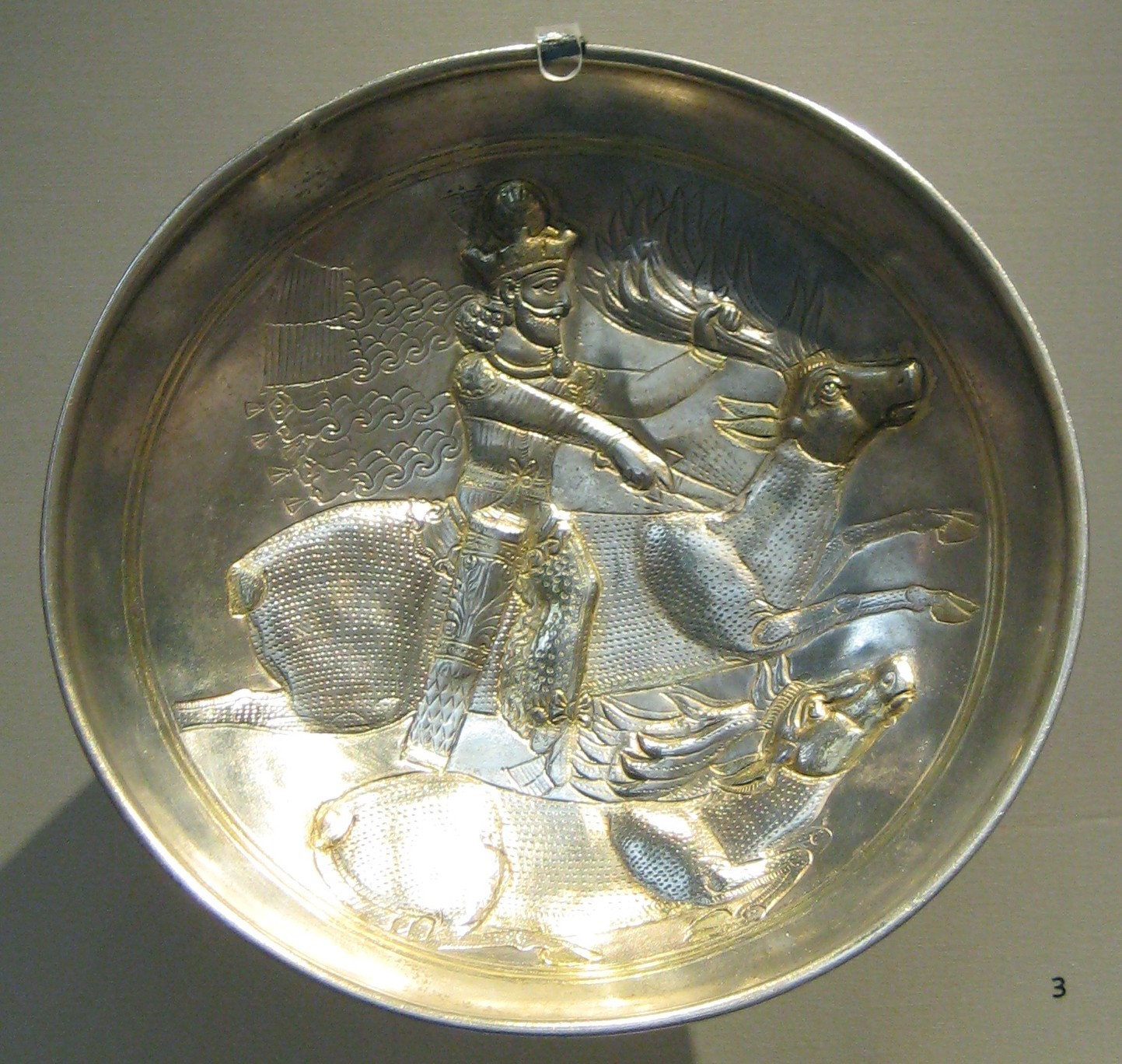
Piatto d'argento ed oro raffigurante il sovrano sasanide Sapore II.

Giunto in prossimità della città, Sapore divise l'esercito in modo da circondarla completamente, ponendo ovunque macchine d'assedio (tra cui anche un elepoli), facendo costruire torri e una palizzata, e ponendo davanti a quest'ultima una serie di rami in modo trasversale, ordinando la costruzione di rampe e torri che si appoggiassero alle mura della città. Poi mentre ordinava l'attacco agli arcieri, dopo essere saliti sulle alte torri d'assedio, ad altre truppe diede istruzione di scavare gallerie sotto le mura cittadine, per farle crollare o per superarle ed assaltare il nemico dall'interno, alle sue spalle.
Nessuna però di queste misure ebbe l'effetto desiderato da parte dei Persiani, grazie all'abile difesa di Giacobbe di Nisibi. Sapore allora decise di adottare una nuova tecnica, assai ingegnosa: bloccò il corso del vicino fiume costruendo una diga, in modo da accumulare una grande quantità di acqua, che poi avrebbe gettato all'improvviso sulle mura della città con grande violenza, quasi fosse un enorme ariete.
Le mura non poterono resistere alla forza dell'acqua, e scosse dai flutti, crollarono, almeno lungo quella parte della città investita dall'onda. Ma gli abitanti nisibeni non si scoraggiarono e nella notte successiva ne ricostruirono di nuove con tutto ciò di cui disponevano (pietre e mattoni), costringendo i Sasanidi a posticipare il loro assalto. L'altezza delle nuove mura era tale da poter respingere un assalto della temibile cavalleria catafratta o della fanteria dotata di scale d'assalto. Teodoreto di Cirro aggiunge che le preghiere cristiane dei nisibeni provocarono l'arrivo di una grande quantità di moscerini e zanzare che si accanì sulle armate sasanidi, sulle loro cavalcature e sui reparti degli elefanti, tanto da provocare un generale scompiglio. Il re sasanide, preso da sconforto, visto che:
- nessuna delle sue macchine d'assedio era stata in grado di assaltare in modo determinante le mura della città;[13]
- il tentativo di sfondare le mura con la forza dell'acqua del vicino fiume era stato vano;[13]
- l'intera armata sasanide era ormai esausta;[13]
- l'uomo che comandava sulle mura sembrava essere lo stesso imperatore romano, visto che indossava una tunica purpurea ed un diadema;[13]

preferì ritirarsi e far ritorno nel suo palazzo imperiale, condannando con la pena di morte tutti coloro che gli avevano assicurato non vi sarebbe stato l'Imperatore in persona difendere Nisibis.

## Conseguenze
L'assedio di Nisibi era durato due mesi, ed aveva di fatto bloccato l'iniziativa sasanide sotto le mura cittadine. La difesa della città romana era stata affidata al vescovo Giacobbe di Nisibi, il quale riuscì nell'impresa di respingere ogni assalto nemico, fino a quando l'esercito sasanide, ormai esausto, preferì abbandonare l'assedio.